# Saarijärvi
Saarijärvi is een gemeente en stad in de Finse provincie West-Finland en in de Finse regio Centraal-Finland. De gemeente heeft een landoppervlakte van 1.251,72 km² en telt 8.975 inwoners (2022).